# Tributul de sânge
Tributul sângelui era o formă de tribut cerută de Imperiul Otoman țărilor cucerite sau vasale, sub forma unei legi numite devşirme, care încălca perceptele islamului.
În limba turcă devşirme înseamnă „luare”, ”transfer”.
Din teritoriile cucerite sau tributare turcilor, inclusiv din teritoriile creștine, otomanii luau copiii cei mai dezvoltați, pentru a servi în armata otomană, drept ieniceri.